# واسرلوزن
واسرلوزن (به آلمانی: Wasserlosen) یک شهر در آلمان است که در بایرن واقع شده‌است.

## خصوصیات
واسرلوزن ۵۱٫۳۲ کیلومترمربع مساحت دارد ۳۴۰ متر بالاتر از سطح دریا واقع شده‌است.